# Masque de Hannya
Pour l’article homonyme, voir Hannya (rappeur).

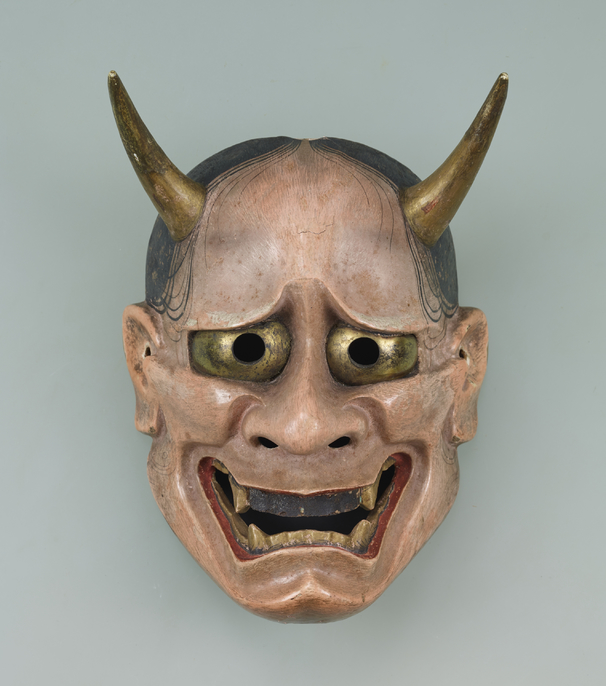
Masque de Hannya exposé au musée national de Tokyo.

Le masque de Hannya (般若の面 ; Hannya no men ; "visage du Hannya") est un masque porté à l'occasion des performances de  théâtre nô. 
Ce masque représente une kijo, une femme-oni, démon du folklore japonais, dont les traits caricaturaux expriment la jalousie, la rancœur et le ressentiment. Dans les pièces, elle revient dans le monde des vivants pour assouvir sa vengeance. 
Le terme « Hannya » vient du sanscrit « prajna » qui signifie « grande sagesse ». 
Ce masque est notamment porté dans les pièces Aoi no Ue et Dojo-ji. Dans Aoi no Ue, la jalouse Rokujô, un personnage du Le Dit du Genji (源氏物語 ; Genji monogatari) , est vaincue par la récitation du sûtra de Hannya qui était recommandé pour exorciser les oni.